# Moabiter Klostersturm
Der Moabiter Klostersturm war der Angriff einer etwa 3000 Personen umfassenden Gruppe von Berlinern auf eine kurz zuvor geweihte katholische Kapelle im Berliner Arbeiterviertel Moabit im August 1869. Die Kapelle stand auf dem Gelände der heutigen Kirche St. Paulus. Vorangegangen war die Gründung eines Waisenhauses durch Franziskaner, denen sich kurz darauf zwei Dominikaner anschlossen, die die Arbeiter in den angrenzenden Fabriken geistlich betreuen wollten. Der Moabiter Klostersturm ist eines der Ereignisse, zu denen es aufgrund der wachsenden antikatholischen Stimmung in Teilen der preußischen Bevölkerung kam.

## Hintergrund: Die katholische Erneuerung nach 1848
1848 hatten die Bischöfe der deutschen Diözesen während einer Versammlung in Würzburg beschlossen, mit einer Volksmission den Glauben der deutschen Katholiken zu erneuern und zu stärken. Diese Volksmission wurde erst 1872 durch die Erlasse im Rahmen des Kulturkampfes zwischen dem Deutschen Kaiserreich und der katholischen Kirche beendet. Als Volksmissionare fungierten vor allem Angehörige der Ordensgemeinschaften der Jesuiten, Franziskaner, Redemptoristen, Kapuziner und Lazaristen, die in kleinen Gruppen von meist drei, seltener acht Geistlichen ganz Deutschland bereisten und bis 1872 mindestens 4000 große Missionsveranstaltungen abhielten. In der sogenannten Reaktionsära nach den Revolutionsjahren 1848/1849 stand die Missionierungsbewegung für eine antiliberale, konterrevolutionäre und gegen die Ideen der Aufklärung gerichtete Bewegung, die nicht nur den Interessen der Kirche, sondern auch den deutschen Fürstenstaaten diente.
Noch gegen Ende der 1860er Jahre gaben auch protestantische Fabrikbesitzer ihren Arbeitern frei, damit diese an den Missionierungsveranstaltungen teilnehmen konnten, deren Predigten sich unter anderem gegen Alkoholmissbrauch und sexuelle Freizügigkeit wandten und ein moralisch integeres Leben von ihren Zuhörern forderten. Bereits ab den 1850er Jahren sahen preußische Politiker und Beamte jedoch zunehmend die Gefahren eines größer werdenden Einflusses des Jesuitenordens, dem man eine antipreußische und ultramontane Haltung unterstellte. Eine parallel dazu verlaufende protestantische Gegenbewegung zur katholischen Erneuerungsbewegung führte dazu, dass die beiden Konfessionen sich stärker voneinander abgrenzten. Die zunehmend antikatholische und antijesuitische Haltung der Vertreter der protestantischen Kirche sorgte im Wesentlichen dafür, dass die Angriffe auf die katholische Kirche schärfer wurden und diese in ihrem Kampf um den Einflusserhalt des Religiösen in Öffentlichkeit und Politik zunehmend isoliert war. Gleichzeitig formierten sich nach der Reaktionsära, die 1857 mit der Thronbesteigung von Wilhelm I. endete, die liberalen Kräfte neu, die sich ebenfalls scharf gegen die zunehmend als fortschrittsfeindlich empfundene katholische Kirche wandten. Zur zunehmend ablehnenden Haltung der Öffentlichkeit trugen auch in der Presse breit kolportierten Berichte über die „Affäre Ubryk“, über das Verhältnis eines Düsseldorfer Dominikanerpaters mit einer jungen Frau und die Vorwürfe gegenüber einem anderen Dominikaner bei, er habe sich sexuell an zwei Mädchen vergriffen.

## Ablauf des Moabiter Klostersturms

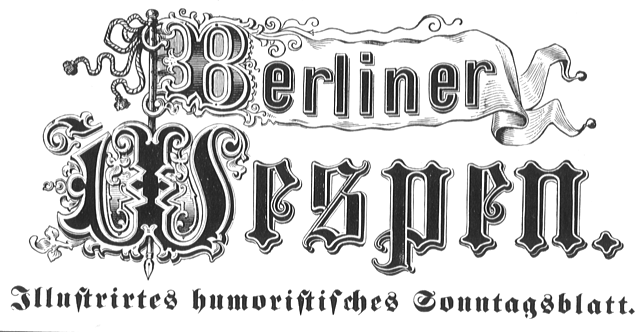
Logo der Berliner Wespen, 1868

Für liberale Berliner Bürger erschien die Errichtung eines vermeintlichen Klosters im von Industrie geprägten Moabit unzeitgemäß und stellte eine Provokation dar. Für liberale Zeitungen wie die Vossische Zeitung, den Kladderadatsch oder das Satireblatt Berliner Wespen war die Niederlassung der Ordensbrüder Anlass, sich sehr breit darüber auszulassen, dass es sich um Angehörige kontemplativer Orden handele, die dort betteln gingen, wo Fortschritt und Arbeit regieren würden. Eine der Karikaturen, die in den Berliner Wespen erschien, zeigte eine Frau, die vor den Toren einer Fabrik von zwei Ordensbrüdern vergewaltigt wird, während sich zwei Nonnen auf der Straße prostituierten, ein Häretiker auf dem Scheiterhaufen verbrannt wird und ein weiterer Bruder eine Judengasse mit Fackel und Dolch stürmt. Nach einem Artikel über sexuelle Freizügigkeiten in Klöstern und den hässlichen Details der „Affäre Ubryk“ wurde die Moabiter Niederlassung der Ordensmänner zu einem Ausflugsort von Hunderten von Berlinern, die die Brüder mit Witzen und Fragen belästigten. Mitte August 1869 war die Stimmung unter Teilen der Berliner Bevölkerung so aufgeheizt, dass sich ein Pulk von etwa dreitausend bis viertausend Personen vor den Toren einfand, der zunächst mit Steinen und Exkrementen warf. Nach Einbruch der Dunkelheit gingen mit Äxten und Brecheisen bewaffnete Personen dazu über, den Zaun niederzureißen. Sie stürmten dann in den Vorhof und die Kapelle, deren Fenster durch Steinwürfe zerstört wurden. Die Ordensbrüder waren gezwungen zu fliehen. Das Eingreifen von Schutzpolizisten zur Wiederherstellung der öffentlichen Ordnung geschah mit Waffengewalt und führte zu Verhaftungen. Zwei der von Polizeisäbeln Verwundeten erlagen ihren Verletzungen.
Um die Unruhen zu beenden, waren die Berliner Behörden gezwungen, am nächsten Tag zwölf Wachtmeister vor den Gebäuden aufziehen zu lassen. 80 berittene Polizisten sicherten die Umgebung ab. Die Maßnahmen mussten für etwas mehr als zehn Wochen fortgesetzt werden. Gerichte legten zusätzlich fest, dass die Stadt Berlin die zuständige Diözese Breslau mit einem Betrag von 425 Goldmark zu entschädigen hatte, weil sie es versäumt hatte, für angemessene Sicherheit zu sorgen. Erst verspätet wies der Berliner Polizeipräsident die Öffentlichkeit darauf hin, dass es sich bei der Anlage nicht um ein Kloster, sondern um ein Waisenhaus mit Kapelle gehandelt habe.